# Новиков, Иван Васильевич
Ива́н Васи́льевич Но́виков (9 февраля 1921 — 12 сентября 1959) — советский офицер-танкист, в годы Великой Отечественной войны — гвардии лейтенант, командир танковой роты 18-й гвардейской танковой бригады (3-го гвардейского танкового корпуса, 5-й гвардейской танковой армии, 1-го Прибалтийского фронта). Герой Советского Союза (1945), гвардии старший лейтенант.

## Биография
Родился в деревне Поповка в семье крестьянина. Русский. Член КПСС с 1944 года.
Окончил дорожно-механический техникум. Работал техником-строителем. В Красной Армии с 1939 года. В 1941 окончил Орловское танковое училище. На фронте в Великую Отечественную войну с июля 1944 года.
Командир роты 18-й гвардейской танковой бригады (3-й гвардейский танковый корпус, 5-я гвардейская танковая армия, 1-й Прибалтийский фронт) гвардии лейтенант Новиков 7 октября 1944 года овладел переправой через реку Вирвичиай (Вирвите, Литовской ССР). Отражая контратаки противника, рота сожгла 4 тяжёлых танка, 3 орудия, уничтожила много гитлеровцев. 11 октября 1944 года на подступах к городу Мемель (ныне Клайпеда, Литва) огнём из засады лично уничтожил 3 танка, 4 БТР. Был ранен, но продолжал руководить боем.
Звание Героя Советского Союза присвоено 24 марта 1945 года. С 1945 старший лейтенант Новиков — в запасе. Умер 12 сентября 1959 года. Похоронен в Харькове.
Окончил Харьковский юридический институт.

## Награды
- Медаль «Золотая Звезда» Героя Советского Союза.
- Орден Ленина.
- Орден Красной Звезды.
- Медаль «За победу над Германией в Великой Отечественной войне 1941—1945 гг.».
- Другие медали.

## Память
- В селе Осколково Мглинского района Брянской области школа носит имя Героя, на здании школы установлена мемориальная доска.